# خيسوس أنخيل غارثيا براغادو
خيسوس أنخيل غارثيا براغادو (بالإسبانية: Jesús Ángel García Bragado، ولد في 17 أكتوبر 1969، مدريد، إسبانيا) عداء إسباني.
حاز على الميدالية الذهبية في بطولة العالم لألعاب القوى عام 1993.

## إنجازاته

### بطولة العالم لألعاب القوى
- 1993 شتوتغارت  ألمانيا:  ميدالية ذهبية في سباق المشي 50 كيلومتر.
- 1997 أثينا  اليونان:  ميدالية فضية في سباق المشي 50 كيلومتر.
- 2001 إدمنتون  كندا:  ميدالية فضية في سباق المشي 50 كيلومتر.
- 2009 برلين  ألمانيا:  ميدالية برونزية في سباق المشي 50 كيلومتر.

### بطولة أوروبا لألعاب القوى
- 2002 ميونخ  ألمانيا:  ميدالية برونزية في سباق المشي 50 كيلومتر.
- 2006 غوتنبرغ  السويد:  ميدالية فضية في سباق المشي 50 كيلومتر.

## وصلات خارجية
- خيسوس أنخيل غارثيا براغادو على موقع الاتحاد الدولي لألعاب القوى (الإنجليزية)
- خيسوس أنخيل غارثيا براغادو على موقع الاتحاد الأوروبي لألعاب القوى (الإنجليزية)
- خيسوس أنخيل غارثيا براغادو على موقع اللجنة الأولمبية الدولية (الإنجليزية)
- خيسوس أنخيل غارثيا براغادو على موقع أوليمبيديا (الإنجليزية)